# Parlamento de Barbados
El Parlamento de Barbados es la legislatura nacional de Barbados. Se otorga supremacía legislativa por el Capítulo V de la Constitución de Barbados. El Parlamento es bicameral en su composición y se compone formalmente de dos cámaras, un Senado (Cámara alta) y una Cámara de la Asamblea (Cámara Baja), así como el Presidente de Barbados que es elegido indirectamente por ambos. Ambas cámaras se sientan en cámaras separadas en los Edificios del Parlamento (comúnmente conocidos como "Los Edificios Públicos "), en la capital nacional Bridgetown en Saint Michael.
El Senado se compone de veintiún Senadores, mientras que la Cámara consta de treinta Miembros del Parlamento (MP) además del Honorable Portavoz de la Cámara. Los miembros para servir en el Gabinete de Barbados pueden ser elegidos por el primer ministro de la Cámara de la Asamblea o del Senado, (solo el primer ministro, que debe ser elegido por el Presidente, debe provenir de la Cámara de la Asamblea).
En teoría, el poder legislativo supremo recae en los tres componentes por igual; en la práctica, durante los tiempos modernos, el poder real recae en la Cámara de la Asamblea, ya que el presidente generalmente actúa siguiendo el consejo del primer ministro y los poderes del Senado han sido limitados.
El Parlamento de Barbados originalmente se inspiró en el Parlamento de Inglaterra, por lo que la estructura, las funciones y los procedimientos del parlamento se basan en el sistema Westminster de gobierno.
Las sesiones de la Cámara y el Senado generalmente se llevan a cabo una vez al mes, y se convocan otras reuniones según sea necesario. La Cámara se reúne los martes a partir de las 10:30 am y se transmiten en vivo en la estación de radio local, Quality 100.7 FM. Las sesiones del Senado tienen lugar los miércoles.
Desde febrero de 2020, el gobierno ha alquilado varios edificios privados en Barbados, incluido el Worthing Corporate Center y Centro de conferencias ( el 15 de septiembre de 2020 para el Estado Apertura del Parlamento) para albergar el Parlamento sin que se mencione ninguna fecha firme de regreso en cuanto a cuándo podría volver a usar el sitio de la capital.